# Léon Dessane
Pour les articles homonymes, voir Dessane.
Léon Dessane, née le 15 décembre 1863 et mort le 7 mai 1930, est un organiste et professeur canadien, fondateurs de nombreux ensembles musicaux.

## Biographie
Léon Dessane (aussi connu sous le nom Léon Auguste-Dessane) naît en 1863, à Québec, quatorze ans après l’arrivée de sa famille au Canada. Léon fait partie d’une famille de neuf enfants (Marie, Frank, Nancy, Henri, Antonia, Antoine, Irma et Alexis) et l'un des 3 musiciens parmi ses frères et sœurs. Il est le septième enfant. Son père, Antoine Dessane, est un musicien et compositeur français qui immigre au Canada pour fuir la révolution de 1848 et le rationnement qui réprime en France. En 1849, sa famille s'installe à Québec et le père comble le poste d’organiste à la basilique Notre-Dame de Québec. La carrière d’Antoine Dessane conduit ensuite la famille à New York, en 1950, pour que celui-ci occupe un poste de chef d'orchestre, pianiste et violoncelliste. Lorsque la famille redéménage à Québec, Antoine Dessane devient organiste à l’église Saint-Roch, et son fils, Léon, suit ses pas,.

### Éducation et carrière

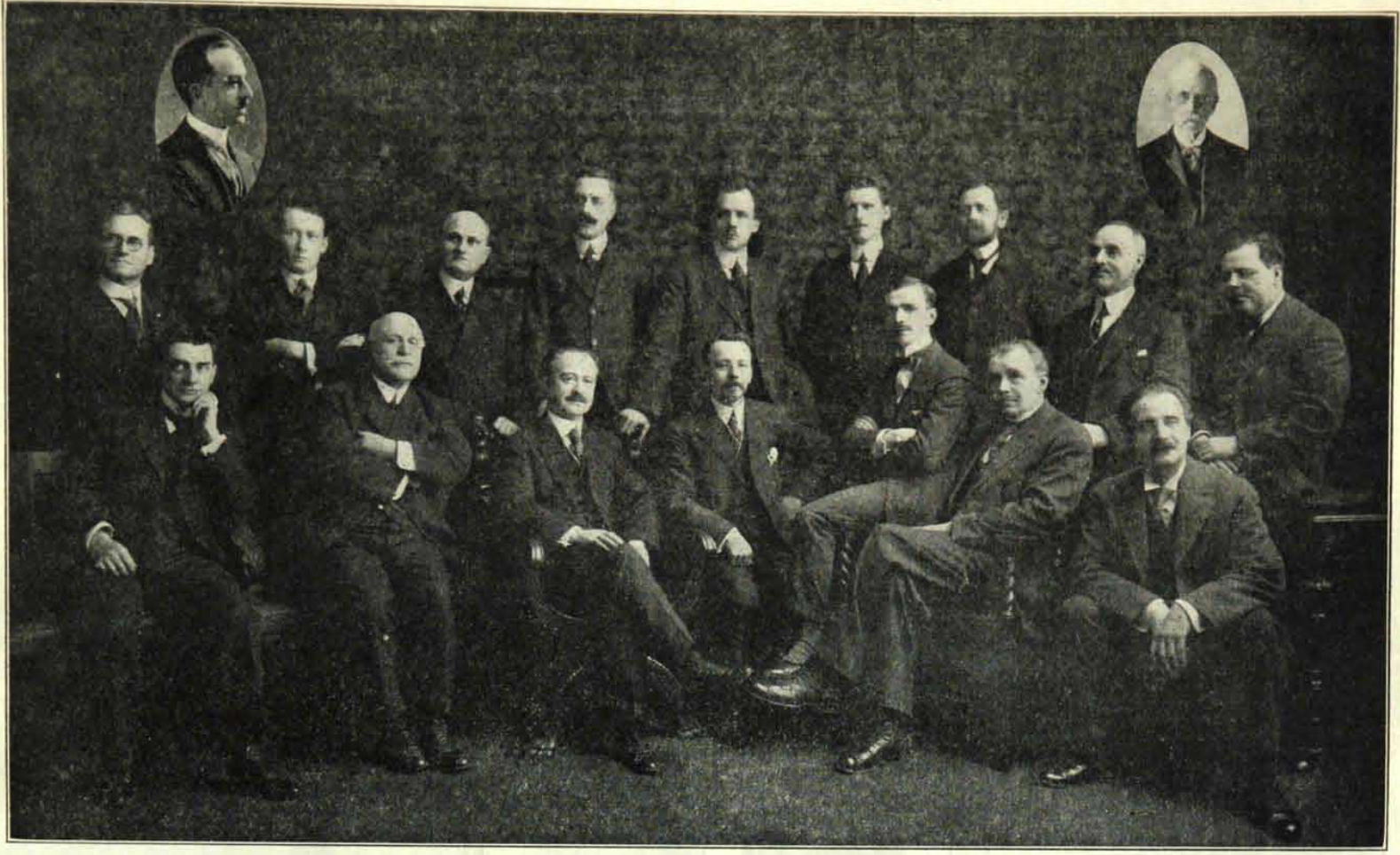
Groupes des officiers pour l'année 1919-1920 de l'Académie de musique de Québec. Léon Dessane est debout (2e rangée), 3e à partir de la droite.

Léon Dessane grandit dans l’univers de la musique. Il entreprend sa formation avec son père, puis auprès de Calixa Lavallée. Après des études musicales sérieuses, il devient professeur et organiste de paroisse. Il est maître de chapelle à Manrèse, une maison de retraite des Jésuites à Québec. Il est organiste pendant 33 ans à Saint-Roch. Il fonde le Quatuor Gounod et la Chorale Dessane en plus de diriger plusieurs œuvres de son père. Il dirige l’exécution de plusieurs grandes partitions, comme le Stabat Mater de Rossini en 1865, à la Salle de musique, la 4e messe de son père, qui lui avait imposé un travail exténuant durant 6 mois, avec environ quatre répétitions par semaine. Il est professeur de musique à Québec de L’Académie de musique du Québec de 1923 à 1926. Après sa mort, Le Canadian Musical Heritage society publie ses Trios dans tous les tons pour orgue (1985).
Entre-temps, il marie Eugénie Couillard-Despré de Saint-Hyacinthe, en 1885. Ils ont quatorze enfants, dont une pianiste, Gabrielle Dessane, morte tragiquement, très tôt dans sa vie.

## Œuvres
Léon Dessane compose plusieurs pièces durant sa vie. On peut en retrouver aujourd'hui notamment dans les archives de l'Université Laval, ainsi que plusieurs copies manuscrites ou imprimées de plusieurs compositeurs, tels Rossini, Haydn, Beethoven. Ces archives couvrent la période de 1803-1920.
- Trios dans tous les tons pour orgue

## Hommages
- Une plaque Ici vécut de la ville de Québec est posée au 636, rue d'Aiguillon, en son honneur, pour indiquer son ancien lieu de résidence.